# 冉覲祖
冉覲祖（1637年—1718年），字永光。河南中牟人，清朝政治人物、學者。

## 生平
康熙二年（1663年），舉癸卯科河南鄉試第一，閉門潛居，精研《四書集注》近二十年。康熙三十年（1691年），考中辛未科進士，選翰林院庶吉士。康熙三十三年（1694年），授檢討。這一年，聖祖遍試翰林，御西暖閣，對其詢問家世、籍貫，尤為詳細，有「氣度老成」之譽。數日後，賜宴瀛臺，聖祖還能相認，問道：「爾是河南解元耶？」不久告歸。卒年八十二。
冉覲祖曾主嵩陽書院講席，學問兼採漢、宋。著作有《四書五經詳說》、《陽明疑案》、《正蒙補訓》等。

## 家族
儒家先賢冉耕後裔，元末有先祖任中牟丞，並在當地定居。